# Antoni Bradé
Antoni Bradé (ur. 12 maja 1887 w Warszawie, zm. w 1973 w Świdnicy) – malarz, pejzażysta, marynista.
W latach 1910–1913 studiował w warszawskiej Szkole Sztuk Pięknych pod kierunkiem prof. Miłosza Kotarbińskiego i Piusa Welońskiego, a także, w 1915, w Petersburgu. Dużo podróżował, przemierzył Rosję, Chiny i Indie. W 1921 wrócił do Polski i zamieszkał początkowo w Katowicach, a następnie w Łodzi. Pierwszą indywidualną wystawę w Polsce miał w 1924 w Warszawie. Pokazywał swoje obrazy m.in. w 1935 w Klubie Marynistów, a także w 1938 w Krakowie. Po II wojnie światowej zamieszkał najpierw w Jaworze, gdzie zorganizował prywatną szkołę malarską, którą w 1951 przeniósł do Świdnicy.